# Biebersteinia heterostemon
Biebersteinia heterostemon är en tvåhjärtbladig växtart som beskrevs av Carl Maximowicz. Biebersteinia heterostemon ingår i släktet Biebersteinia och familjen Biebersteiniaceae. Inga underarter finns listade i Catalogue of Life.